# Yourness
Yourness (ユアネス) ist eine im Jahr 2014 gegründete japanische Pop-Rock-Band aus der Präfektur Fukuoka.

## Geschichte
Die Gruppe wurde im September des Jahres 2014 in der Präfektur Fukuoka gegründet. Zu diesem Zeitpunkt waren die drei Gründungsmitglieder Yuji Kurokawa, Syohei Koga und Yudai Tanaka noch Studenten auf einem Musikcollege. Ihr Schlagzeuger Takahiro Ono stieß im Jahr 2017 hinzu.
Im Jahr 2018 wurde das Quartett von Hip Land Music unter Vertrag genommen und veröffentlichten mit Ctrl + Z ihre erste EP. Diese erreichte Platz 108 in den japanischen Albumcharts, die von Oricon ermittelt werden. Noch im November des gleichen Jahres erschien mit Shift eine weitere EP, die ebenfalls in den Charts landen konnte. Bereits im Folgejahr erschien mit ES die dritte EP der Musikgruppe. Auch diese schaffte den Einstieg in die nationalen Albumcharts.
Im April des Jahres 2020 veröffentlichte die Gruppe ein Musikvideo zum Lied Kago no Naka ni Tori, welches Szenen aus der Animeserie Sing “Yesterday” for Me beinhaltet. Dieses Stück ist im Abspann dieser Serie zu hören. Im November desselben Jahres erschien mit BE ALL LIE die inzwischen vierte EP des Quartetts.
Anfang August 2021 kündigten die Musiker ihr Debütalbum 6 case für den 1. Dezember gleichen Jahres an.

## Diskografie

### Alben
| Jahr | Titel Musiklabel      | Höchstplatzierung, Gesamtwochen, AuszeichnungChartsChartplatzierungen (Jahr, Titel, Musiklabel, Platzierungen, Wochen, Auszeichnungen, Anmerkungen) | Anmerkungen                            |
| Jahr | Titel Musiklabel      | JP | Anmerkungen                            |
| ---- | --------------------- | --- | -------------------------------------- |
| 2021 | 6 case Hip Land Music | JP160 (1 Wo.)JP | Erstveröffentlichung: 1. Dezember 2021 |

### EPs
| Jahr | Titel Musiklabel          | Höchstplatzierung, Gesamtwochen, AuszeichnungChartsChartplatzierungen (Jahr, Titel, Musiklabel, Platzierungen, Wochen, Auszeichnungen, Anmerkungen) | Anmerkungen                             |
| Jahr | Titel Musiklabel          | JP | Anmerkungen                             |
| ---- | ------------------------- | --- | --------------------------------------- |
| 2018 | Ctrl + Z Hip Land Music   | JP108 (1 Wo.)JP | Erstveröffentlichung: 21. März 2018     |
| 2018 | Sally Hip Land Music      | JP81 (1 Wo.)JP | Erstveröffentlichung: 21. November 2018 |
| 2019 | Es Hip Land Music         | JP62 (1 Wo.)JP | Erstveröffentlichung: 20. November 2019 |
| 2020 | Be All Lie Hip Land Music | JP105 (1 Wo.)JP | Erstveröffentlichung: 18. November 2020 |
| 2024 | VII Hip Land Music        | — | Erstveröffentlichung: 7. Februar 2024   |